# 林愛望
林 愛望（はやし まなみ、2004年11月5日 - ）は、日本のトライアスロン選手、陸上競技選手である。

## 経歴
- 愛知県西尾市出身。
- 小学校低学年期より陸上競技と水泳をしはじめた[1]。
- 小学校5年の時にトライアスロンを勧められ、本格的に競技を開始する[1]。
- 西尾市立鶴城中学校の時は陸上競技選手としても活動しており、2019年の愛知県市町村対抗駅伝競走大会（愛知駅伝）では西尾市代表メンバーで出場した[2]。
- 岡崎城西高等学校進学後は陸上競技部に所属し、陸上とトライアスロンの二刀流で大会に出場、トライアスロンでは2021年第23回U19日本選手権で優勝した[3]。
- 陸上競技では2022年の「春の高校伊那駅伝」に岡崎城西の第3区走者として出場[4]、第33回全日本びわ湖クロスカントリー大会ではU-20女子4kmの部で優勝した[5]。また令和4年度全国高等学校総合体育大会（徳島県）では女子1,500mに出場し、予選2組で15位に敗れた[6]。
- トライアスロンでは2022年6月にカザフスタン・アスタナ （ヌルスルタン）で開催されたアジアトライアスロンジュニア/U23選手権に出場、同じ日本の平林真心に次いで2位に入賞し、銀メダルを獲得[7]。
- 2022年の第28回日本トライアスロン選手権では福岡啓、佐藤優香などナショナルクラスの選手が揃うシニアの部に飛び級出場し、2時間01分22秒で1位に入賞して大会史上最年少チャンピオンとなった[8]。